# شولینیه
شهر شولینیه (به سوئدی: Kävlinge) در ناحیه شهری شولینیه در کشور سوئد واقع شده‌است. جمعیت این شهر ۱۸۷۴٫۳۴  نفر است.